# 유루유리
《유루유리》(일본어: ゆるゆり→가벼운 백합)는 나모리 원작의 일본의 만화이다. 이치진샤의 《코믹 유리히메S》 Vol.5부터 연재를 시작하였으며, 2011년 1월호부터는 《코믹 유리히메》에서 연재하고 있다. 2011년 7월부터 9월까지는 동명의 애니메이션 제1기가, 2012년 7월부터 9월까지는 제2기가 제작되어 방영되었다. 스핀오프작인 《오오무로가》(大室家)가 있다. 2015년 2월 18일에는 TYO 애니메이션이 제작한 OVA 《유루유리 나츄야츄미》(ゆるゆり なちゅやちゅみ!)가 발매되었다. 2015년 8월부터 9월까지는 《유루유리 나츄야츄미!+》가, 10월 5일부터는 유루유리 제3기 《유루유리 산☆하이!》가 방영하였다.

## 개요
나나모리 중학교 오락부 멤버인 중학생 4명과 이를 저지하는 학생회 멤버들 간의 일상생활을 그린 작품이다.
《코믹 유리히메S》 연재시에는 잡지의 타 작품에 비해 백합의 특성이 낮은 작품이었음에도 독자 앙케이트에서 월등한 1위에 올랐었다. 애니메이션화 결정 후, 2011년 5월부터 7월까지 3개월 연속으로 단행본이 발매되고 있다. 유리는 일본어로 백합이라는 뜻이다. 실제 작중에도 약간의 백합 요소가 나타난다.

## 등장인물
텔레비전 애니메이션 시리즈의 성우를 기재함.

### 나나모리 중학교

#### 오락부(ごらく部)
폐부된 다도부의 부실을 몰래 점거하고 활동한답시고 모여서 놀고 있는 나나모리중학교의 집단. 정식 동아리가 아니다.

##### 아카자 아카리(赤座 あかり)
- 성우 - 미카미 시오리

진주인공. 13세. 1학년. 빨간색 짧은 머리를 좌우 두 경단에 땋은 소녀. 학년이 하나 위인 쿄코와 유이와는 옛날부터 친구. 따라서 선배인 쿄코와 유이에게 존댓말을 사용하지 않는다. 언니는 아카네. 아카리는 기본적으로 밝은 성격이다. 스스로를 ‘아카리’라고 지칭한다. 중학교 입학과 함께 오락부에 입부했다. 원래 주인공이지만 존재감이 없으며, 공기 캐릭터 취급되는 경우도 종종 있다. 여자들끼리의 연애감정은 없으나, 언니인 아카네의 선을 넘은 사랑을 받고 있다. 아카리는 그 사실을 알지 못한다. 머리에 있는 경단은 아카리의 특징이며, 어떻게 만들어졌는지는 불가사의다.
유루유리 캐릭터중에 가장 귀엽고 착한 캐릭터이다. 별명은 “유루유리 하지마루요”이라는 오프닝을 낸다는 것이고(3화때부터 제대로 된 오프닝이 나오지 못했다.), 또다른 별명은 ‘특징이 없는게 특징’이라는 별명이다. 하지만 귀여운 외모와 착한 성격 그리고 항상 긍정적으로 생각하는 아카리는 유루유리 주인공으로써 역할을 충분히 보여주고 있다. 공기 캐릭터라고도 불리며 많이 외면을 받기도 하지만, 아카리는 귀엽고 깜찍한 캐릭터이다.

##### 토시노 쿄코(歳納 京子)
- 성우 - 오오츠보 유카

주인공 14세. 2학년. 금발의 소녀. 붉은 리본을 달고 있다. 눈 색깔은 파란색. 외동딸이다. 제멋대로 행동하고 주위에게 폐를 끼치는 일도 많다. 애교가 많으며 늘 귀여움을 받고자 한다. 평상시 성실하게 공부하지 않지만, 머리가 너무 좋아 시험에서는 벼락치기 거의 매번 학년 1위를 차지하고 있다. 동인 활동을 하고 있는 오타쿠 소녀로, 특히 《마법소녀 미라쿠룽♪》(작중 작품)을 보는 것도 좋아하고, 미라쿠룽의 동인지를 그리기도 한다. 미라쿠룽 동인지는 '코무케'에 내기도 하며, 동인 애니메이션을 제작한 적도 있다. 신입생 치나츠가 단지 미라쿠룽을 닮았다는 이유 하나만으로 입부를 권유했다. 치나츠에게 애착이 있으며, 아야노의 사랑을 받는다. 치즈루의 미움을 받는데, 그 때문에 울음을 터트린 적이 있을 만큼 애정에 관한 애착이 심하다. 반면 어렸을 때는 평소 모습과 달리 소심하고 우물쭈물거리는 성격이었다.

##### 후나미 유이(船見 結衣)
- 성우 - 츠다 미나미

14세. 2학년. 흑발의 짧은 머리. 쿨한 성격으로, 쿄코가 폭주할 때나 치토세가 백합계열 망상으로 코피를 흘릴 때 태클을 넣는다. 평상시는 강한 어조의 남자 말투를 쓴다. 취미는 비디오 게임. RPG에서는 주인공을 필요 이상으로 강하게 하여 적을 유린하는 플레이 방법을 좋아하는데 이에 대해 마리는 모험하는 게임에서 이렇게 해도 되는지 의문을 품었다. 독신 생활을 하고, 친구들을 집에 초대하는 일도 자주 있다. 착실한 사람으로 강한 것처럼 보이지만 사실은 외로움을 잘 타는 성격. 치나츠의 동경을 받고 있으며 다도부 지망이었던 치나츠가 오락부에 남은 이유이기도 하다. 여자들끼리의 연애감정은 없으나 아야노와 같이 친근감이 크지 않은 경우에는 부끄러움을 느낀다.

##### 요시카와 치나츠(吉川 ちなつ)
- 성우 - 오오쿠보 루미

13세. 1학년. 분홍색 트윈 테일. 언니인 토모코의 영향으로 다도부에 뜻을 두고 다실을 방문하지만, 다도부가 이미 폐부가 되었고 그 부실을 오락부가 쓴다는 것을 알게 된다. 그 용모가 쿄코 좋아하는 만화 《마법소녀 미라쿠룽♪》의 주인공과 비슷하다는 이유로 쿄코의 마음에 들어, 권유를 받아 오락부에 입부했다. 유이를 사랑해서, 항상 그녀를 쫓고있다. 아카리가 붙여준 애칭 ‘치이나’를 좋아하고, 스스로 사용한다. 유이 일행이 수학여행을 갔을 때 유이 선배를 만나지 못하여 괴로워했다. 남의 앞에서는 귀여운 아이를 연기하고 있지만 종종 나쁜 성격이 나타나며, 특히 과거에 공원을 독차지하려 유이 일행을 괴롭힌 적이 있다. 머리 모양이 조금 다른 것 빼고는 미라크룬과 똑같이 생겼기 때문에 코무케에 참여해서 미라크룬 코스프레를 한 적이 있다.

#### 학생회
오락부의 라이벌. 오락부를 사찰하고 참견하는 한편, 함께 놀러 가기도 한다.

##### 스기우라 아야노(杉浦 綾乃)
- 성우 - 후지타 사키

14세. 2학년. 적자색의 긴 포니 테일. 학생회 부회장. 쿄코, 유이, 치토세 등과 같은 반. 외동딸이다. 벌금 버킹엄, 안심 앙코르와트, 걱정은 논논 노틀담 등 지명과 관련된 독특한 개그를 잘 사용한다. 유이는 이러한 지명개그를 재미있어 한다. 푸딩을 좋아이며 학생회실의 냉장고에 잘 넣어두지만, 가끔 쿄코와 사쿠라코가 빼 먹는다.
노력파이며 성적 우수. 따라서 항상 시험에서 학년 1위를 하고 있는 쿄코를 라이벌시하고 있다. 그러나 사실은 쿄코를 사랑하고, 그 라이벌 의식도 겉보기와는 달리 이른바 츤데레이다. 부실의 점거 건도 있기 때문에 겉으로는 주의하기 위하여 오락부에 자주 들르지만, 그것도 무의식 중에 쿄코를 만나기 위한 구실이다. 쿄코를 부를 때는 수줍어서 ‘토시노 쿄코’라고 성명을 부른다. 낯가림이 있고, 입학 초기에는 누구와도 말 못하고 혼자 있었으나 치토세가 말을 걸어주는 것을 계기로 낯가림이 덜해졌다. 부실의 사용 권한을 몰수하기 위하여 의연히 오락부에 가는데, 실제로 그럴 생각은 전혀 없고, 반대로 아야노의 존재가 오락부가 존속할 수 있는 큰 요인이 되고 있다.

##### 이케다 치토세(池田 千歳)
- 성우 - 토요사키 아키

14세. 2학년. 보라빛 띤 흰색 세미 롱 헤어. 관서 지방 출신으로, 사투리를 말한다. 기본적으로 온화한 성격이지만, 사실은 치열한 백합 망상 취미의 소유자. 그 대상은 주로 아야노와 쿄코의 커플링. 안경을 벗어 시야를 막은 뒤, 신경을 집중시키고 본격적인 망상에 들어간다. 망상 때 코피를 흘리면 과다출혈로 빈혈을 일으키기도 한다. 아야노의 가장 친한 친구. 나나모리중학교에 입학할 당시 외톨이였던 아야노에게 말을 걸어서 친구가 되었다. 아야노의 쿄코에 대한 마음은 간파하고 있다.

##### 오오무로 사쿠라코(大室 櫻子)
- 성우 - 카토 에미리

13세. 1학년. 머리는 라이트 브라운, 세미 롱 헤어에 머리핀 2개를 달고 있다. 아카리, 치나츠, 히마와리와 같은 반. 나데시코라는 언니와 하나코라는 여동생이 있다.
평소 밝은 성격으로, 주변 인물은 쿄코와 분위기가 비슷하다고도 말한다. 공부를 모르거나, 일반 상식이 부족한 곳이 있다. 히마와리와는 유치원 때부터 줄곧 같은 반. 종종 말싸움으로 발전하는 등 평소 본인들은 견원지간이라고 말하고 있지만 결코 사이가 나쁜 것은 아니고, 많은 시간을 함께 보내고 있다. 무리한 다이어트를 하는 히마와리를 진심으로 걱정하고, 다른 아이랑 같이 논다면 질투를 하는 정도다.
학생회에서는, 히마와리와 차기 학생회 부회장 자리를 놓고 경쟁하고 있다. 학생회에 들어간 이유는 히마와리가 학생회에 들어갔기 때문. 취향은 히마와리와 대조적인 면이 있다.

##### 후루타니 히마와리(古谷 向日葵
- 성우 - 미모리 스즈코

13세. 1학년. 파란 머리에 살짝 머리띠와 카추사를 붙이고 있다. 카에데라는 여동생이 있다. 평소 차분한 성격이며, 아가씨 말투가 특징적. 성격이나 취향 등이 대조적인 소꿉 친구의 사쿠라코와는 말로는 싫어하지만 정말 사이가 나쁜 것은 아니고, 오히려 가장 친한 친구이며. 이래저래 사쿠라코를 내버려 둘 수 없는 모습이다. 또한 서로 츤츤하고 있는 지금과는 달리 어렸을 때는 서로 좋아해서 함께 자거나 혼인 신고를 쓰고 한 사이였다. 쿠키를 구웠을 때 사쿠라코에게만 포장해 주는 등, 그녀에게만 특별한 감정을 가지고 있다. 취향은 사쿠라코와 대조적인 면이 있다.
마츠모토 리세(松本 りせ)
성우 - 고토 사오리
15세. 3학년. 학생회장. 흑발의 스트레이트 롱 헤어. 대사가 모두 “……” 뿐인 과묵한 소녀이지만, 니시가키 선생과는 소통하고 있는 듯하다. 니시가키 선생의 다양한 실험에 대상이 되고 있지만, 반드시 싫지만은 않은 것 같다. TV 애니메이션에서는 대사가 있지만 거의 들리지 않는 정도의 작은 소리로 말하는 형태로 연출된다.

#### 그외 학생들과 교사
이케다 치즈루(池田 千鶴)
성우 - 쿠라구치 모모
14세. 2학년. 치토세의 쌍둥이 동생. 치토세, 쿄코 등과는 반이 다르다. 치토세와 쏙 빼닮은 외모이며, 첫 대면시 쿄코와 유이는 치토세라고 착각했다. 쿨한 성격으로 주위 사람들이 접근하기 어렵게 느낄 정도지만 치토세를 누구보다 소중하게 생각하여 그녀의 행복을 바라고 있다.
언니 치토세가 쿄코와 친한 것과는 달리 첫 대면시 치토세로 착각되어 장난을 당한 것을 계기로 쿄코를 싫어한다. 쿄코를 싫어하는 이유는 그 밖에도, 아야노가 쿄코에게 애정이 있으므로, 치토세와 아야노의 사이가 방해되고 있다고 느끼고 있는 까닭이다. 또한 애니메이션 판에서는 집요하게 얽혀 오는 쿄코를 치즈루가 후려친다. 정작 쿄코는 이 행위를 츤데레라고 멋대로 생각하고, 언젠가 사이 좋게 될 수 있다고 생각한다.
치토세와 마찬가지로 백합 취미의 소유자로, 안경을 벗으면 망상 모드에 들어간다. 치토세가 코피를 흘리는 반면, 치즈루는 침을 흘린다. 망상의 주된 내용은 치토세와 아야노의 커플링. 집에서는 보통 친한 여동생이여. 치토세가 목욕하는 동안 등을 밀러 목욕탕에 들어 오거나, 치토세 이불에 숨어 들어가는 등 치토세에게는 응석꾸러기이다.
니시가키 나나(西垣 奈々)
성우 - 시라이시 료코
과학 교사. 백의를 입고 있다. 초등학생 시절 과학 실험에서 전구를 콘센트에 꽂아 폭발시켜, 과학실험(보다는 폭발을 수반하는 실험)에 눈을 떴다. “폭발은 성공의 기초”를 모토로 하고 있다. 리세와 대화가 통하는 유일한 인물로, 리세의 “……”에서 무엇을 말하고 싶은 것인지 읽을 수 있다. 종종 위험한 실험을 하고, 폭발 등의 사고를 일으키고 있다. 그때마다 교장에게 혼나고 과학실 사용을 금지당해 학생회실에 얼굴을 내밀고 있다.
다카오카 히로(高岡 ひろ)
성우 - 야마자키 하루나
텔레비전 애니메이션 시리즈에 등장하는 중학교 1학년생. 스핀오프작인 "Reset!"(일본어: りせっと!)의 주인공이다.

### 가족들
등장인물의 부모님의 모습은 기본적으로 애니메이션에서 등장하지 않는다.
아카자 아카네(赤座 あかね)
성우 - 호리에 유이
아카리의 언니. 19세. 대학생. 쿄코와 유이와도 아는 사이. 패스트푸드점에서 일하고 있다. 겉으로는 상냥하고 온화한 소녀이지만, 실은 여동생물의 동인지를 다수 소유하고 있는 등, 도를 넘은 여동생 모에. 아카리 본인이나 타인에게 그 사실을 숨기고 있다. 몰래 아카리의 팬티를 머리에 쓰고, 여동생물 중 자매백합 성향의 성인 만화나 동인지를 탐독하는 취미를 가지고 있다. 작중에서는 항상 웃는 얼굴이기 때문에 눈동자가 그려진 것은 한번도 없다. 존재 자체는 2화에서 공개되어 있었지만, 단행본 6권에서 그 모습이 처음 그려졌다. 애니메이션 판에서는 2기부터 등장하여, 아카리가 그려진 다마카쿠라를 가진 모습이나, 아카리의 속옷을 머리에 쓴다거나, 다마카쿠라에 아카리의 교복을 입혀서 차를 마시는 묘사가 등장하였다.
아카네의 엄마
성우 - 이시즈카 사요리
아카네의 아빠
성우 - 시모야마 요시미츠
쿄코의 엄마
성우 - 아사기리 마이
마리(まり)
성우 - 우치다 마아야
유이의 친척의 아이. 성씨는 불명. 분위기가 유이와 흡사하다. 유이를 잘 따른다. 치나츠를 처음 만났을 때 진짜 미라쿠룽이 왔다고 기뻐했지만, 치나츠가 미라쿠룽 코스프레를 하며 변신 장면을 하던 중 “화려하게 등장”(華麗に登場 카레니토죠[*])대신에 “카레에 두유”(カレーに豆乳 카레니토뉴[*])로 잘못 말하는 바람에 거기서 인생의 쓴 맛을 배우게 된다.
요시카와 토모코(吉川 ともこ)
성우 - 이시카와 아야노
치나츠의 언니. 19세. 아카네와는 친구로, 치나츠에게 아카네는 자랑할 만한 친구라고 말하곤 한다. 다도 경험자.
이케다 자매의 할머니
성우 - 마야마 아코
치토세와 치즈루의 할머니. 원작인 만화에서는 등장하지만 애니메이션 시리즈에서는 회상신에서만 등장한다. 치토세가 초코만 먹으면 키스하고 싶어지는 원인을 만든 장본인.
오오무로 나데시코(大室 撫子)
성우 - 사이토 치와
사쿠라코의 언니. 18세. 사쿠라코에 비해 차가운 성격이며, 사쿠라코를 다소 폐가 된다고 생각하는 면이 있다. 사쿠라코보다 머리가 짧다. 히마와리를 ‘히마코’라고 부르고있다.
오오무로 하나코(大室 花子)
성우 - 히다카 리나
사쿠라코의 여동생. 8세. 사쿠라코보다 착실하다. 사쿠라코를 경칭을 생략하고 부르고 있다. 사쿠라코보다 머리가 길다.
오오무로의 엄마
회상신에서만 등장한다.
후루타니 카에데(古谷 楓)
성우 - 우치다 아야
히마와리의 여동생. 6세. 사쿠라코와도 아는 사이. 나이에 비해 남을 생각하는 좋은 아이지만, 다소 참견이 지나친 면도 있다.

### 마법소녀 미라쿠룽(魔女っ娘ミラクるん)
쿄코가 동인 활동의 소재로 하는 작중작품. 만화와 애니메이션이 있다.
쿠루미(胡桃) / 미라쿠룽(ミラクるん)
성우 - 타케타츠 아야나
주인공. 숙적 기가기가단(ギガギガ団)과 싸우는 사랑과 정의의 마법소녀. 변신시의 모습이 치나츠와 비슷하다(트윈 테일의 형태가 조금 다르다). 평소의 모습은 갈색 머리에서 짧은 트윈 테일이 특징적인 소녀이다. 연령이나 학년은 불명. 순진무구한 성격이지만, 왠지 라이카를 심부름꾼 시키는 경우가 많으며, 라이카에게 야키소바빵과 딸기우유를 사오라고 시킨다. 자신의 슬로건이어야 할 사랑과 정의와는 거리가 있는 기행을 일으키기도 한다.
라이카(雷香) / 라이바룽(ライバるん)
성우 - 유우키 아오이
TV 애니메이션에서 미라쿠룽의 라이벌 마법소녀. 평소 안경을 쓰고 있어 얌전한 분위기를 하고 있지만, 변신시는 반대로 활발한 성격. 쿠루미의 친구이지만, 사실은 얌전한 분위기는 쿠루미에게 접근하기 위한 가짜 모습이며, 사실은 기가기가단의 일원이다. 세계 정복을 노리고 있지만, 왠지 미라쿠룽과 협력해 적을 쓰러 뜨리는 등, 아군인지 적인지 알 수 없는 면도 있다. 자신의 정체를 숨기고 쿠루미에게 접근하고 있지만, 천사표인지 종종 야키소바 빵을 사 주는 등 심부름꾼을 하고 있다.
간보(ガンボー)
성우 - 미도리카와 히카루
기가기가단의 구형(球形) 로봇. 어미에 “보”를 붙여 말한다. 웃음 소리는 “보보보보보”. 눈만 귀여운 관계로 미라쿠룽에게 부끄럼을 준 적이 있다. 로봇 내부에는 두개골이 존재하며, 손이 짧지만 늘어난다. 다친 경우 피가 나기도 한다.

### 오오무로가(大室家)
오오무로 사쿠라코(大室 櫻子)

오오무로 나데시코(大室 撫子)

오오무로 하나코(大室 花子)

미와 아이(三輪 藍)
나데시코의 같은 반 친구. 18세. 어깨까지 오는 흑갈색 머리에 빨강 장미꽃 장식이 달린 흰색 머리띠를 하고 있다. 나데시코를 괴롭히는 것을 재밌다고 생각하는 S다.
소노가와 메구미(園川 めぐみ)
나데시코의 같은 반 친구. 18세. 갈색 머리를 오른쪽으로 묶고있다. 혼자만 교복 조끼를 안입고 있다. 나데시코에게 M 취급을 받고 있고 가끔 괴롭힘을 당한다.
소마 미라이(相馬 未来)
하나코의 같은 반 친구. 8세. 검정 쇼트컷 머리로 작고 귀여운 큐브 모양 장식이 달린 머리끈으로 앞머리를 묶고 있다. 하나코를 처음 만났을 때 “하나코님”이라고 불렀다.
오가와 코코로(小川 こころ)
하나코의 같은 반 친구. 8세. 졸인듯한 눈을 반쯤 뜨고 있고, 거의 대부분 미라이와 같이 다닌다.
다카사키 미사키(高崎 みさき)
하나코의 같은 반 친구. 8세. 금색 양갈래머리를 하고있다. 하나코를 일방적으로 라이벌 취급하지만 상대가 되지 않는다. 애칭은 ‘미사키치’이다.

## 만화
유루유리는 이치진샤의 일본어 만화 잡지인 《코믹 유리히메S》에 2008년 6월 18일에 연재를 시작했다. 2010년 9월에, 《코믹 유리히메S》의 발간이 중단됨에 따라 《코믹 유리히메》로 연재를 옮겼다. 덧붙여, 유루유리는 일곱 권의 단행본이 발매되었는데, 2009년 6월 17일에 첫 단행본이 발매되었고, 2014년 2월을 기준으로 최신 단행본은 2014년 2월 1일에 발매되었다. 2011년 12월 기준으로 만화는 백만권 이상이 판매되었다. 만화는 잠시동안 사이트가 내려가기 전까지 영어로 JManga라는 만화책 읽기 사이트에서 볼 수 있었다. 같은 세계관을 가진 다른 만화 시리즈로 "Reset!"(일본어: りせっと!)가 2010년에 "카라멜 페브리" 지에 연재를 시작했으나 현재 중단되었다. 사쿠라코, 니시데코, 하나코를 비롯한 오오무로 자매에 초점을 맞춘 스핀오프 웹 만화인 "오오무로가"(일본어: 大室家)가 니코니코의 "니코니코 세이가" 서비스에서 연재되기 시작했다. 오오무로가의 첫번째 화는 2012년 6월 2일과 2012년 9월 17일 사이에 애니메이션 2기와 함께 발매되었고, 그 이후에는 이치진샤의 "니코니코 유리히메" 웹 만화지에서 2013년 2월 17일부터 연재되고 있다. 오오무로가의 첫번째 단행본은 2013년 8월 1일에, 제 2권은 2014년 8월 4일에 발매되었다.

## 애니메이션
애니메이션화는 《코믹 유리히메》의 2011년 5월호에서 발표되었다. 1기와 2기는 동화공방 제작으로 감독은 오타 마사히코이다. 애니메이션 1기는 TV 도쿄를 통해 일본에서 2011년 6월 5일부터 2011년 9월 20일까지 방영되었다. 제2기 《유루유리♪♪》는 2012년 6월 2일부터 9월 17일까지 방영되었다. 제1기와 제2기 모두 북미에서 Crunchyroll이 동시 방영하였다. 애니메이션 2기는 제17회 애니메이션 고베상을 수상했다. NIS 아메리카는 두 시즌 모두 북미에서 라이선스를 받았으며 2013년 9월 3일과 2014년 1월 7일에 자막이 달린 블루레이로 각각 1기와 2기를 발매했다. 대한민국에서는 유루유리 1기와 2기 모두 SpinA에서 스트리밍 서비스 및 다운로드 서비스를 제공하고 있으며, 15세 이용가 판정을 받았다.
2014년 겨울에 발매한 유루유리의 OVA인 《유루유리 나츄야츄미!》(ゆるゆり なちゅやちゅみ!)는 TYO 애니메이션이 제작한다. 하타 히로유키가 감독을 맡고, 요코테 미치코가 각본, 타나구치 모토히로가 캐릭터 디자인을 맡으면서 대표 애니메이션 디자이너도 맡는다. 캐릭터를 담당하는 성우는 변동이 없다. 원작과 비슷하게 변경된 새로운 캐릭터 디자인은 2014년 5월에 공개되었다. 또한, 오락부 부실의 디자인도 조금 변경된다 2014년 11월 29일에 일본의 극장 다섯 곳에서 개봉하였으며 이후 개봉관이 늘어날 수 있다. DVD/BD의 경우에는 2015년 2월 18일 포니 케니언이 극장 상영판에다가 컷을 추가하여 발매했다. 거기에다가 추가적으로 2화 분량 에피소드가 "유루유리 나츄야츄미! +"라는 이름으로 2015년 8월과 9월에 각각 방영했다. 유루유리 나츄야츄미! +의 오프닝 곡은 "유리슈라슈슈슈"(일본어: ゆりしゅらしゅしゅしゅ)이고, 엔딩은 "낮잠 유니버스"(일본어: おひるねゆにばーす)이다.
애니메이션 제 3기 "유루유리 상하이!"는 마찬가지로 TYO 애니메이션이 제작하며, 2015년 10월부터 12월까지 방영했다.

### 1기

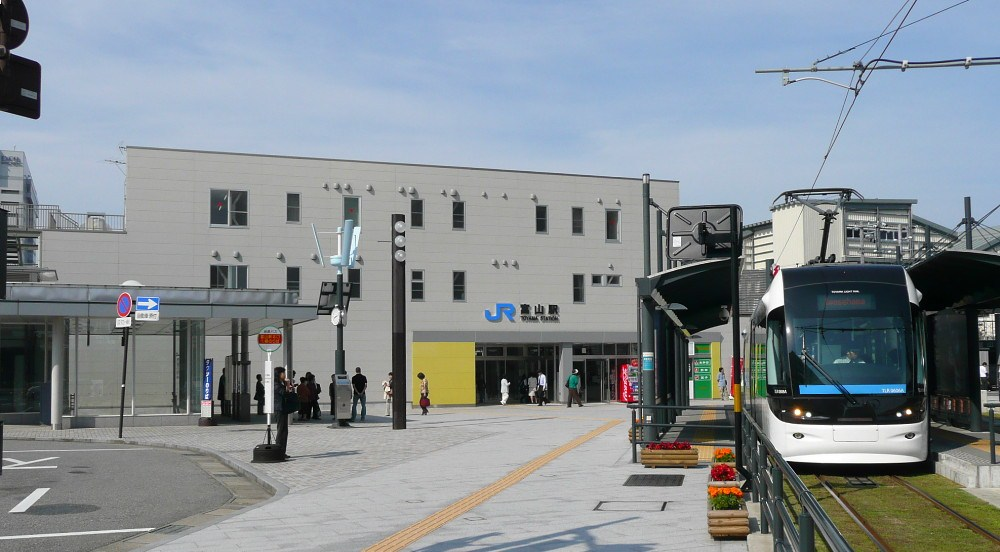
애니메이션 제1기 5화에 등장하는 도야마역 북쪽 출구. 호쿠리쿠 신칸센 공사중으로 임시 건물이다. 우측은 토야마 라이트 레일 승강장이다.

2011년 7월부터 TV 도쿄 계열과 AT-X, 니코니코 동화 등을 통해 방영되었다.

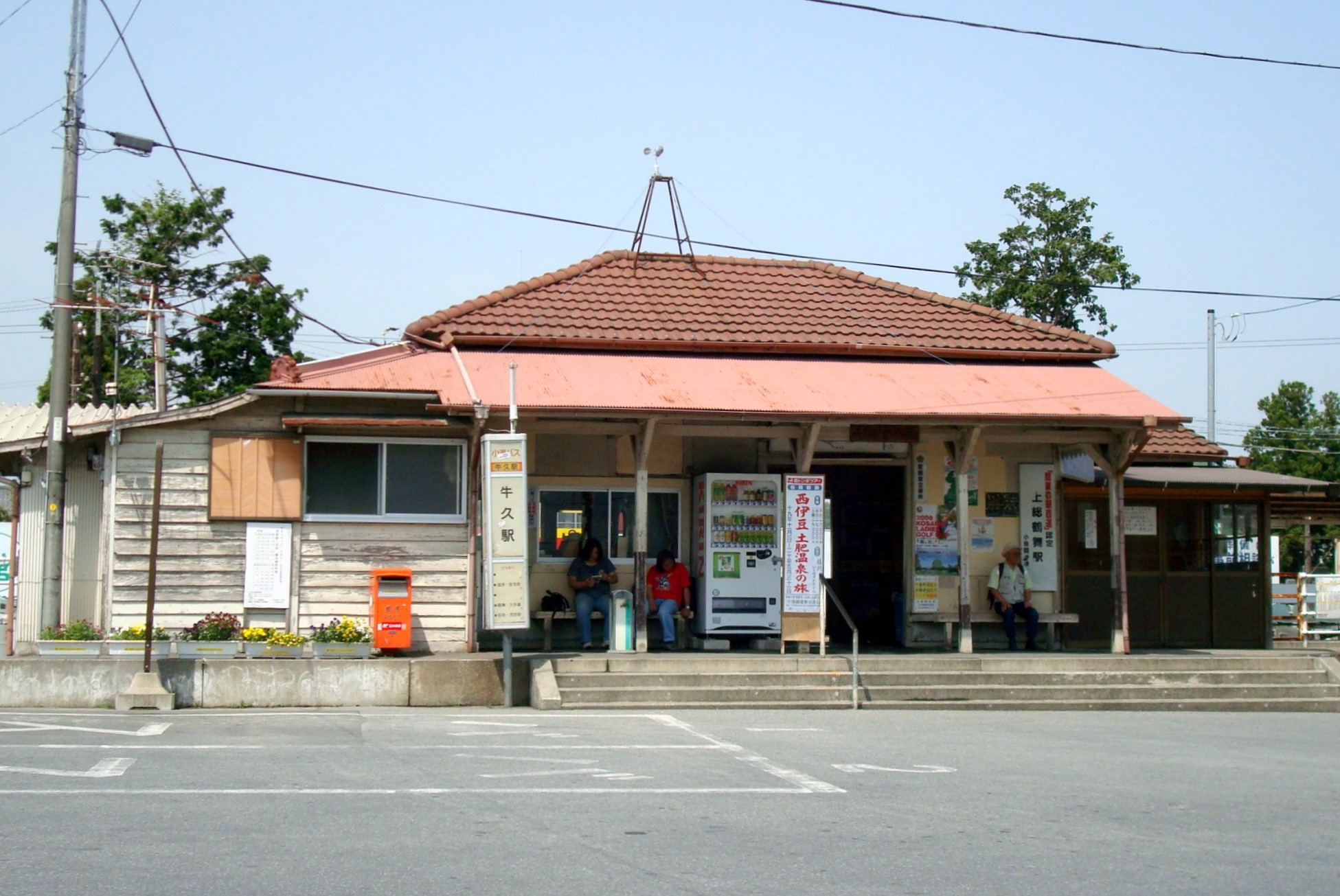
애니메이션 제1기 4화와 제2기 5화에 등장하는 가즈사우시쿠역.

#### 제작진
- 원작 - 나모리
- 감독 - 오오타 마사히코
- 조감독 - 오오쿠마 타카하루
- 시리즈 구성·각본 - 아오시마 타카시
- 캐릭터 디자인 - 나카지마 치아키
- 소품 디자인 - 타니구치 준이치로
- 총 작화감독 - 나카지마 치아키, 타니구치 준이치로
- 미술감독 - 스즈키 슌스케
- 색채 설계 - 마카베 겐타
- 촬영감독 - 쿠와노 타카후미
- 편집 - 오노데라 에미
- 음향감독 - 에비나 야스노리
- 음악 - 미사와 야스히로
- 음악 제작 - 포니 캐니언
- 애니메이션 제작 - 동화공방
- 제작 - 나나모리중학교 오락부

#### 주제가
오프닝 테마
〈유리유라라라라유루유리 대사건〉(ゆりゆららららゆるゆり大事件)
작사 - 미츠야 / 작곡 - 이이지마켄 / 편곡 - 이이지마켄, 피엘
노래 - 나나모리중학교☆오락부
'유리유라라라라유루유리'라는 가사가 반복되는 후크송이다.
엔딩 테마
〈마이페이스로 가자〉(マイぺースでいきましょう)
작사·작곡·편곡 - Funta7
노래 - 나나모리중학교☆오락부
삽입곡
〈마법소녀 미라쿠룽♪〉(魔女っ娘ミラクるん♪)
작사 - Funta7 / 작·편곡 - Funta3
노래 - 마법소녀 미라쿠룽 (성우 - 타케타츠 아야나)

### 2기
2012년 7월부터 TV 도쿄 계열과 AT-X 등을 통해 방영되었다.

#### 제작진
- 원작 - 나모리
- 감독 - 오오타 마사히코
- 조감독 - 오오쿠마 타카하루
- 시리즈 구성·각본 - 아오시마 타카시
- 캐릭터 디자인 - 나카지마 치아키
- 미술감독 - 스즈키 슌스케
- 색채 설계 - 마카베 겐타
- 촬영감독 - 사사키 마사노리
- 편집 - 오노데라 에미
- 음향감독 - 에비나 야스노리
- 음악 - 미사와 야스히로
- 음악 제작 - 포니 캐니언
- 애니메이션 제작 - 동화공방
- 제작 - 나나모리중학교☆오락부

#### 주제가
오프닝 테마
〈예스! 유유유☆유루유리♪♪〉(いぇす！ゆゆゆ☆ゆるゆり♪♪)
작사·작곡 - 스기우치 세이치로 / 편곡 - Funta7 / 노래 - 나나모리중학교☆오락부
〈불러줘 미라쿠룽!〉(よんでミラクるん！) (6화)
작사 - 미사오 유우키 / 작곡 - 와카바야시 미츠루 / 편곡 - 다나카 유타카 / 노래 - 마법소녀 미라쿠룽（성우 - 타케타츠 아야나）
〈유리유라라라라유루유리 대사건〉(ゆりゆららららゆるゆり大事件) (12화)
작사 - 미츠야 / 작곡 - 이이지마켄 / 편곡 - 이이지마켄, 피엘
노래 - 나나모리중학교☆오락부
엔딩 테마
〈100% 중학생〉(100%ちゅ～学生）
작사 - 이이지마 켄, sae / 작곡·편곡·사운드프로듀스 - 이이지마 켄 / 노래 - 노래 - 나나모리중학교☆오락부
〈걸즈 파워로〉(ガールズパワーで）(8화)
작사 - Funta3 / 작곡 - 마츠이 슌스케 / 편곡 - 타카키 히로시 / 노래 - 유이（성우-츠다 미나미）& 치나츠（성우-오오쿠보 루미）
삽입곡
〈마법소녀 미라쿠룽♪〉(魔女っ娘ミラクるん♪) (1화)
작사 - Funta7 / 작·편곡 - Funta3
노래 - 마법소녀 미라쿠룽 (성우 - 타케타츠 아야나)
〈모두 정말 좋아하는 노래〉(みんなだいすきのうた) (11화)
작사·작곡 - 스기우치 세이치로 / 편곡 - 슬라보미르 코발레브스키 / 歌 - 아카자 아카리（성우 -미카미 시오리）

### 3기

#### 제작진
- 원작 - 나모리
- 감독 - 하타 히로유키
- 시리즈 구성 - 하타 히로유키, 후카미 마코토
- 캐릭터 디자인 - 타니구치 모토히로
- 미술감독 - 시바타 치카코
- 색채설계 - 사다 에리카
- 촬영감독 - 이와이 카즈야
- 편집 - 츠보네 켄타로
- 3D 감독 - 하마무라 토시로
- 음향감독 - 이와나미 요시카즈
- 음악 - 후지사와 요시마사
- 음악 제작 - 포니 캐니언
- 애니메이션 제작 - TYO 애니메이션
- 제작 - 나나모리중학교☆오락부

#### 주제가
2015년 10월부터 TV 도쿄 계열과 AT-X 등을 통해 방영될 예정이다.
오프닝 테마
〈쵸쵸쵸! 유루유리☆카프릿쵸!!!〉 (ちょちょちょ!ゆるゆり☆かぷりっちょ!!!)
작사 - 타카세 아이니지 / 작곡 - no_my / 편곡 - Funta7 / 노래 - 나나모리중학교☆오락부
엔딩 테마
〈눈 깜짝~할 새의 청춘!〉 (あっちゅ〜ま青春！)
작사 - 타카세 아이니지 / 작곡 - no_my / 편곡 - 우메보리 아츠시 / 노래 - 나나모리중학교☆오락부

## 라디오
2011년 7월 1일부터 《유리유라라라라유루유리 방송실》이라는 이름으로 오사카 방송과 니코니코 동화를 통해 전달하고 있다. 매주 금요일 오후 11시부터 30분 분량으로 방송된다.
진행자
- 미카미 시오리(아카자 아카리 역)
- 오오츠보 유카(토시노 쿄코 역)
- 츠다 미나미(후나미 유이 역)
- 오오쿠보 루미(요시카와 치나츠)

### 내용주
1. 1 2 3  '나츄야츄미'는 나츠야스미(夏休み, →여름 방학)의 의도적인 오기임.
2. ↑  《코믹 유리히메S》는 백합 특성의 작품들만을 연재하는 잡지이다.
3. ↑  만 나이. 이하 같다.
4. ↑  나나모리 중학교. 이하 같다.
5. ↑  작가에 따르면 연재초기에는 쿄코를 주인공으로 생각했다고 한다.
6. ↑  두 사람을 커플로 연관지어 망상하는 오타쿠 용어. 주로 BL 등의 동인에서 사용한다.
7. 1 2  일본어로 사쿠라(櫻)는 벚꽃, 나데시코(撫子)는 패랭이 꽃, 하나(花)는 꽃이다. 히마와리(向日葵)는 해바라기, 카에데(楓)는 단풍이다.
8. ↑  일반적으로 여동생 모에는 오빠와 여동생이나, 이 경우는 자매백합.
9. ↑  일본어로 두 말의 발음이 유사
10. 1 2 3 4 5 6 7  나나모리중학교☆오락부 : 미카미 시오리(아카자 아카리 역), 오오츠보 유카(토시노 쿄코 역), 츠다 미나미(후나미 유이 역), 오오쿠보 루미(요시카와 치나츠)

### 참조주
1. ↑  《코믹 유리히메》 2011년 5월호 p.16
2. 1 2 3  유루유리 제 2기 7화, "자매 사정 이것저것"에서
3. ↑  유루유리 3기 11화, "이렇게 발버둥쳐도 무리"
4. ↑  유루유리 제 1기 11화에서.
5. ↑  유루유리 1기 제 4화〈여름의 대수확제〉, 2011년 7월 26일 방영, 2014년 12월 15일 확인.
6. ↑  “Comic Bunch, Comic Yuri Hime S Mags to End Publication”. Anime News Network. 2010년 6월 18일. 2011년 7월 12일에 확인함.
7. ↑  “ゆるゆり 1 (IDコミックス 百合姫コミックス)” (일본어). Amazon.co.jp. 2014년 2월 1일에 확인함.
8. ↑  “ゆるゆり (11)巻 (IDコミックス 百合姫コミックス)” (일본어). Amazon.co.jp. 2014년 2월 1일에 확인함.
9. ↑  “ゆるゆり (11)巻 特装版 (IDコミックス 百合姫コミックス)” (일본어). Amazon.co.jp. 2014년 2월 1일에 확인함.
10. ↑  “Yuruyuri Manga Surpasses 1-Million-Copy Threshold”. Anime News Network. 2011년 12월 18일. 2012년 10월 15일에 확인함.
11. ↑  “ALC Publishing, JManga to Publish Namori's Yuruyuri Manga”. Anime News Network. 2012년 6월 21일. 2012년 10월 15일에 확인함.
12. ↑  “Namori Draws Yuruyuri Manga Spinoff Ōmuro-ke Online”. Anime News Network. 2012년 7월 2일. 2012년 10월 15일에 확인함.
13. ↑  http://seiga.nicovideo.jp/watch/bk1826
14. ↑  “大室家 (1) 限定版 (IDコミックス 百合姫コミックス)” (일본어). Amazon.co.jp. 2014년 2월 1일에 확인함.
15. ↑  “大室家 (2) 特装版 (百合姫コミックス) コミック – 2014/8/4” (일본어). 아마존닷컴. 2014년 11월 1일에 확인함.
16. ↑  “Yuruyuri Manga Gets TV Anime”. Anime News Network. 2011년 3월 26일. 2011년 7월 12일에 확인함.
17. ↑  “Yuruyuri's Debut Date, Cast, Theme Performers Listed”. Anime News Network. 2011년 5월 8일. 2011년 7월 12일에 확인함.
18. ↑  “Yuruyuri School Comedy Manga Gets 2nd Anime Season”. Anime News Network. 2011년 12월 17일. 2011년 12월 18일에 확인함.
19. ↑  “2nd Yuruyuri Season Slated for July 2”. Anime News Network. 2012년 5월 15일. 2012년 10월 15일에 확인함.
20. ↑  “Crunchyroll Streams Natsume 3, Yuruyuri, Kamisama Dolls”. Anime News Network. 2011년 7월 2일. 2011년 7월 12일에 확인함.
21. ↑  “Crunchyroll Adds YuruYuri School Comedy Anime's 2nd Season”. Anime News Network. /2012-06-15. 2012년 10월 15일에 확인함.
22. ↑  “K-ON, Yuruyuri, Nyarko-san Win Anime Kobe Awards”. Anime News Network. 2012년 10월 13일. 2012년 10월 15일에 확인함.
23. ↑  “NIS America Adds YuriYuri School Comedy Anime Series”. Anime News Network. 2014년 2월 21일에 원본 문서에서 보존된 문서. 2013년 6월 6일에 확인함.
24. ↑  spinA. “재미 360 유루유리 1기”. 2014년 10월 31일에 확인함.[깨진 링크(과거 내용 찾기)]

SpinA. “재미 360도 spin A 유루유리 2기”. 2014년 10월 31일에 확인함.[깨진 링크(과거 내용 찾기)]
25. ↑  “Yuruyuri OVA Changes Staff, Replaces Dogakobo With TYO”. 아니메 뉴스 네트워크. 2014년 3월 22일. 2014년 3월 23일에 확인함.
26. ↑  “yuruyuri ova character designs previewed(유루유리 OVA 캐릭터 디자인 미리보기)” (영어). crunchyroll. 2014년 5월 19일. 2014년 5월 24일에 원본 문서에서 보존된 문서. 2014년 5월 27일에 확인함.
27. ↑  “Yuruyuri the OVA's Theatrical Screenings Slated for November 29”. 아니메 뉴스 네트워크. 2014년 6월 22일. 2014년 6월 24일에 확인함.
28. ↑  “ゆるゆり なちゅやちゅみ！ | アニメ「ゆるゆり」スペシャルサイト”. 나모리/이치진샤 ・ 나나모리중학교 오락부. 2014년 12월 28일에 원본 문서에서 보존된 문서. 2014년 12월 28일에 확인함. |제목=에 지움 문자가 있음(위치 1) (도움말)
29. ↑  “Yuruyuri Gets New Nachu Yachumi!+ Episodes Before Season 3's October Premiere”. 《Anime News Network》. 2016년 4월 17일에 확인함.[깨진 링크(과거 내용 찾기)]
30. ↑  “Yuruyuri Cast Sings Nachu Yachumi!+ Themes”. 《Anime News Network》. 2016년 4월 17일에 확인함.
31. ↑  “なもり on Twitter: "TVアニメ『ゆるゆり』3期制作決定です！！！！ つっ、つつ、ついに…皆様本当にありがとうございます！これからもゆるゆりをよろしくお願いしますーー！！o(*｀'▽')o #yuruyuri http://t.co/gn8ckDwNS2"”. Twitter.com. 2015년 3월 7일. 2015년 5월 2일에 확인함. |title=에 외부 링크가 있음 (도움말)
32. ↑  “Yuruyuri TV Anime Gets 3rd Season”. Anime News Network. 2015년 3월 7일. 2015년 5월 2일에 확인함.
33. ↑  “Yuruyuri 3rd Season's Title, Staff Unveiled”. Anime News Network. 2015년 3월 16일. 2015년 5월 2일에 확인함.

## 같이 보기
- 유루유리의 방영 목록
- 백합물